# Катасина (река)
Катасина (яп. 片品川 катасина-гава) — река в Японии в регионе Канто на острове Хонсю, левый приток реки Тоне. Протекает по территории префектуры Гумма.
Река берёт своё начало под горой Куроива-Яма (яп. 黒岩山) на границе префектур Ибараки, Фукусима и Гумма, или же под горой Кинунума (яп. 鬼怒沼山), расположенной южнее.
Катасина течёт на юг через деревни Катасина и Тоне, образует границу города Нумата с деревней Сёва и впадает в Тоне.
Основные притоки — Касасина (笠科川), Отаки (大滝川), Нурикава (塗川), Танигава (泙川), Курибара (栗原川) и Неригава (根利川).
Длина реки составляет 60,8 км, территория её бассейна — 673,1 км².
На реке и её притоках расположено множество гидроэлектростанций, речная вода используется для орошения рисовых полей.